# Pohlia ampullacea
Pohlia ampullacea là một loài rêu trong họ Bryaceae. Loài này được Hampe ex Gangulee mô tả khoa học đầu tiên năm 1974.